# Bassanago
Bassanago is een geslacht van straalvinnige vissen uit de familie van zeepalingen (Congridae).

## Soorten
- Bassanago bulbiceps Whitley, 1948
- Bassanago hirsutus (Castle, 1960)
- Bassanago albescens (Barnard, 1923)
- Bassanago nielseni (Karmovskaya, 1990)